# Hukirdinchusen

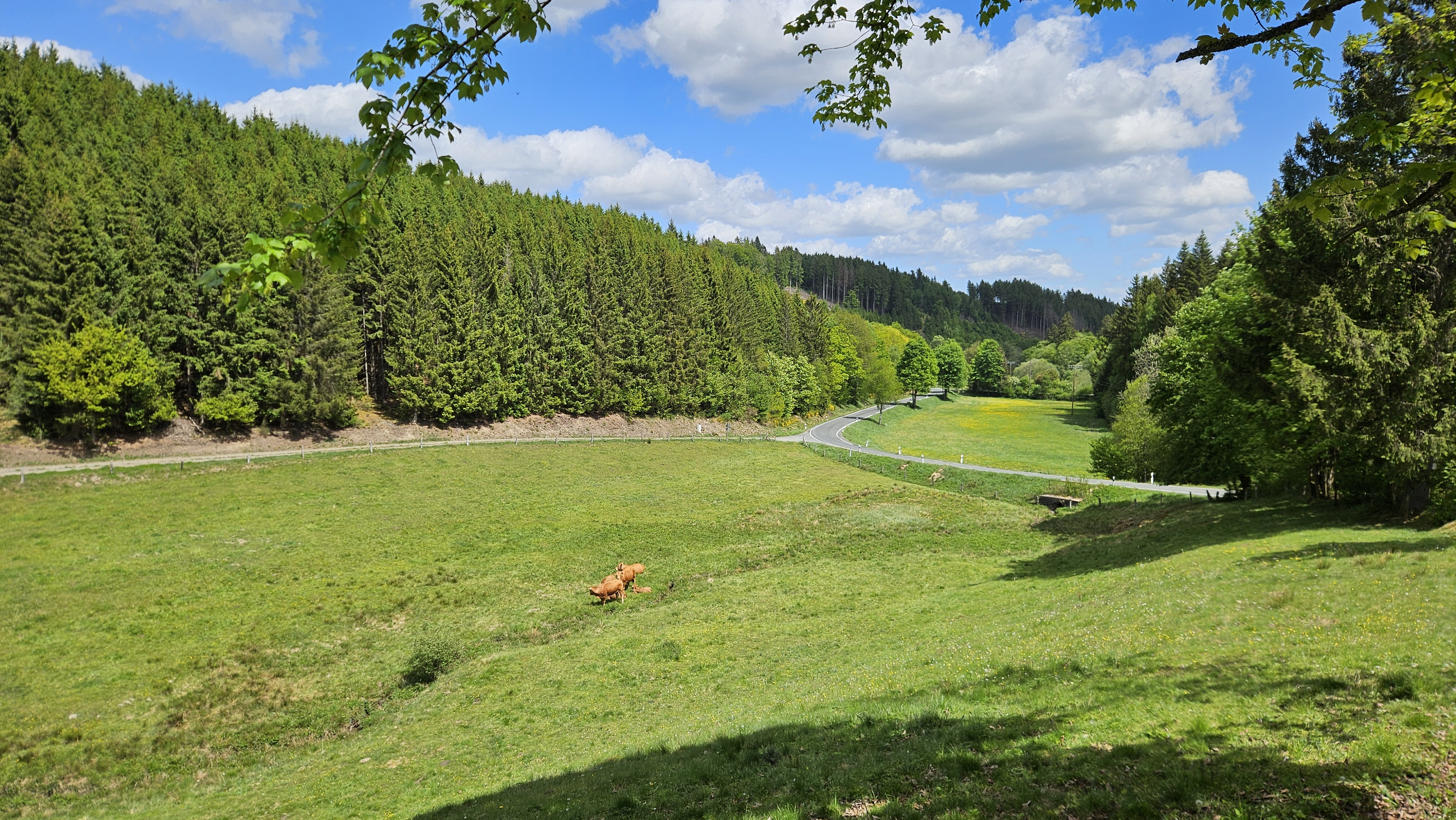
Siedlungsgebiet von Hukirdinchusen: Im Vordergrund am Unterlauf des Strachengrundes und rechts der Straße im Berkmecketal.

Hukirdinchusen ist eine Wüstung am Oberlauf der Berkmecke im Stadtgebiet von Winterberg. Der Ort wurde auch Hueckerckhusen genannt. Hukirdinchusen liegt im Naturschutzgebiet Berkmecke-Talsystem (HSK-411).

## Geografische Lage

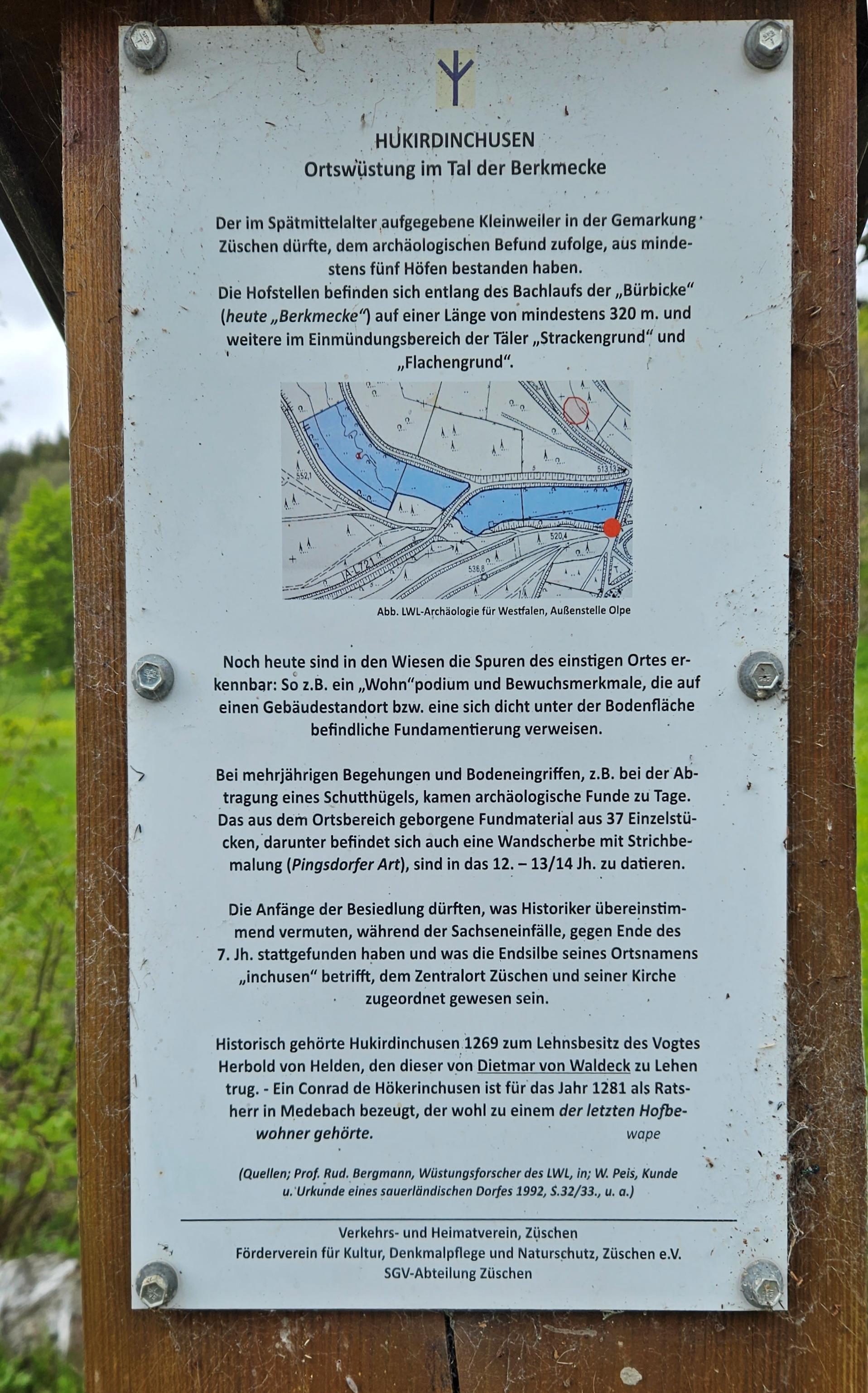
Informationstafel mit Angabe zur Lage und Historie der Wüstung Hukirdinchusen

Hukirdinchusen lag ca. 1,4 km südöstlich vom Winterberger Ortsteil Mollseifen und ca. 3 km westlich vom Ortsteil Züschen. Die Höfe befanden sich in den Mündungsgebieten des Strachengrundes, Flachengrundes und Brechengrundes in die Berkmecke, die sich im Umfeld in vier Hochtäler aufgliedern. In der Umgebung der Ortswüstung steigt das Bergland auf 668–744 m.ü. NHN an. Die Fundareale des Weilers sind in rund 510–530 m.ü. NHN ausschließlich nördlich der Berkmecke (Bremkebach) auf einer Länge von 320 m aufgereiht. Etwas oberhalb der Einmündung des Flachengrundes in die Berkmecke erinnert eine Informationstafel an die Wüstung.

## Geschichte
Der im Spätmittelalter aufgegebene, wenig überlieferte Kleinweiler bestand vermutlich aus etwa vier bis fünf Höfen. Der Zehnte in Hukirdinchusen gehörte 1269 zum Besitz des Vogtes Herbord von Helden, den dieser von Dietmar von Waldeck genannt Oppolt zu Lehen trug. Ein sich nach dem Ort nennender Conrad von Hokerichusen ist für das Jahr 1281 als Ratsherr in Medebach bezeugt. Die Lage der Ortswüstung ist auf der Karte des Gogerichts Medebach von 1604 verzeichnet, auf der sich westlich von Züschen am Bremkebach die Eintragung Hueckerckhusen findet. Die Bezeichnungen Freienstuhl und zwischen dem Freienstuhlsseifen an der Ecke, 1,8 km südwestlich der Ortsstelle, weisen auf den Standort des Freistuhlgerichtes Halenor bzw. Fryehalenor im Grenzbereich der Freigrafschaft Züschen und der Grafschaft Wittgenstein auf dem Siebenahorn hin.